# Matice svatohostýnská
Matice svatohostýnská je spolek pečující o zvelebení a údržbu Svatého Hostýna, nejvýznamnějšího mariánského poutního místa Moravy, kde provozuje tři poutní domy, rozhlednu a další budovy. Byla ustavena v roce 1895 z podnětu Antonína Cyrila Stojana jako nástupní organizace Družstva svatohostýnského, za komunistického režimu byla v 50. letech násilně rozpuštěna, činnost obnovila v roce 1992. Je po Orlu druhou největší katolickou organizací v České republice.
Spolu s duchovní správou na Svatém Hostýně je vydavatelem Listů svatohostýnských, (do roku 1948 Hlasů svatohostýnských) a provozovatelem stránek Hostýn.cz, které patří k vůbec nejnavštěvovanějším stránkám s náboženskou tematikou na českém internetu.

### Doporučená literatura
- Setkání seniorů - Matice svatohostýnská (Farní čtyřlístek 17/2003)